# Circonscription de Newcastle

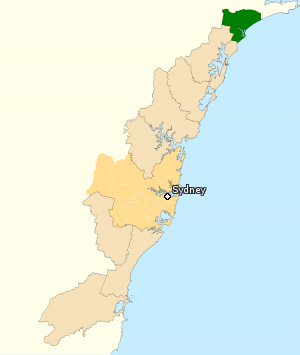
La circonscription de Newcastle (en vert) en Nouvelle-Galles du Sud.L'agglomération de Sydney est en beige.

La circonscription de Newcastle est une circonscription électorale australienne en Nouvelle-Galles du Sud. Comme son nom l'indique, elle est située autour de la ville de Newcastle.
La circonscription a été créée en 1901 et est l'une des 75 circonscriptions de la première élection fédérale. Elle n'a eu que six députés depuis sa création tous travaillistes.

## Députés
| Nom                  | Parti        | Période de mandat |
| -------------------- | ------------ | ----------------- |
| David Watkins        | Travailliste | 1901–1935         |
| David Oliver Watkins | Travailliste | 1935–1958         |
| Charles Jones        | Travailliste | 1958–1983         |
| Allan Morris         | Travailliste | 1983–2001         |
| Sharon Grierson      | Travailliste | 2001–2013         |
| Sharon Claydon       | Travailliste | 2013–en cours     |